# 7857 Лагеррос
7857 Лагеррос (7857 Lagerros) — астероїд головного поясу, відкритий 22 серпня 1978 року.
Тіссеранів параметр щодо Юпітера — 3,252.